# Brunary Niżne
Brunary Niżne (Brunary Niższe) – część wsi Brunary w Polsce, położona w województwie małopolskim, w powiecie gorlickim, w gminie Uście Gorlickie. Stanowi północno-zachodnią część wsi.

## Historia
Dawniej samodzielna wieś i gmina jednostkowa Brunary Niżne w powiecie grybowskim (okręg sądowy Grybów). W II RP w województwie krakowskim, początkowo w powiecie grybowskim, od 1 kwietnia 1932 w powiecie gorlickim.
1 sierpnia 1934 gminę Jaszkowa zniesiono, włączając ją do nowo utworzonej zbiorowej gminy Śnietnica. 15 września 1934 Brunary Niżne, Brunary Wyżne i Jaszkową połączono w jedną gromadę Brunary w granicach gminy Śnietnica.
W latach 1975–1998 miejscowość administracyjnie należała do województwa nowosądeckiego.